# Anabasis brevifolia
Anabasis brevifolia C.A.Mey. – gatunek rośliny z rodziny szarłatowatych (Amaranthaceae Juss.). Występuje naturalnie w Kazachstanie, Rosji (południowo-zachodnia część Syberii, Mongolii oraz zachodnich Chinach (zachodnie części Gansu i Mongolii Wewnętrznej, Ningxia, Sinciang). 

## Morfologia
PokrójWiecznie zielony półkrzew dorastający do 5–20 cm wysokości. Pędy mają brązowoszarawą barwę.
LiścieMają równowąski kształt. Mierzą 3–4 mm długości. Blaszka liściowa jest o tępym lub ostrym wierzchołku.
KwiatyPojedyncze, rozwijają się w kątach pędów. Działki kielicha mają owalny kształt i dorastają do 2–3 mm długości.
OwoceNiełupki przybierające kształt pęcherzy, przez co sprawiają wrażenie jakby były napompowane. Mają jajowaty kształt i brązowożółtawą barwę, osiągają 2–3 mm długości, otoczone są przez 3 działki kielicha ze skrzydełkiem o barwie od żółtopomarańczowej do czerwonofioletowej.

## Biologia i ekologia
Rośnie na pustyniach i skarpach. Kwitnie od lipca do sierpnia, natomiast owoce dojrzewają od września do października.